# Monica Doti
Monica Doti (São Paulo, 12 de maio de 1970) é uma ex-jogadora brasileira de tênis de mesa e uma das mulheres pioneiras na modalidade.

## Biografia
Monica começou a jogar tênis de mesa cedo. Ela estudou em uma escola japonesa e jogava durante os intervalos das aulas, mas levava como uma brincadeira, um passatempo. Ainda na juventude, ela começou a treinar cada vez mais, até que surgiu a oportunidade de participar de uma "peneirinha". Monica, então, foi chamada pelo técnico Lee Kou-Tin para iniciar os treinamentos diários, em Santo André.
Ela foi a pioneira feminina do tênis de mesa a representar o Brasil nos Jogos Olímpicos, juntamente com Lyanne Kosaka. As duas competiram juntas, na categoria em duplas, nas Olimpíadas de Barcelona 1992 e Atlanta 1996, e conquistaram o bronze pela equipe feminina nos Jogos Pan-Americanos de Havana, em 1991. Também competiu nos Jogos Pan-Americanos de 1995, em Mar del Plata, na Argentina. Além de ser uma das atletas mais destacadas da história, desempenha papéis como treinadora, descobridora de talentos e educadora. Sua vida é repleta de realizações, tanto dentro quanto fora das mesas.
Atualmente, Monica atua como técnica e foi responsável por revelar Luca Kumahara, Vitor Ishiy e Bruna Takahashi. Ela é casada com o técnico da Seleção Brasileira Masculina de Tênis de Mesa, Paco Arado, e ambos são pais do mesa-tenista Felipe Arado.

## Títulos
Campeonato Brasileiro
- Dupla feminina: 1982 (São Paulo)
- Dupla mista: 1982 (São Paulo)
- Individual: 1982 (São Paulo)
- Dupla mista: 1987 (São Paulo)
- Dupla feminina: 1988 (Fortaleza)
- Dupla mista: 1988 (Fortaleza)
- Individual: 1988 (Fortaleza)
- Dupla feminina: 1989 (Suzano)
- Dupla feminina: 1992 (São Paulo)

Jogos Sul-Americanos de Tênis de Mesa
- Prata (equipe): 1990 (Lima)
- Ouro (dupla): 1990 (Lima)
- Ouro (dupla mista): 1990 (Lima)
- Prata (dupla): 1994 (Valência)
- Prata (individual): 1994 (Valência)
- Prata (equipe): 1998 (Cuenca)
- Bronze (individual): 1998 (Cuenca)
- Prata (dupla): 1998 (Cuenca)

Mundialitos - Abertos do Brasil
- 2º Lugar (individual): 1990 (Jundiaí)
- 3º Lugar (Individual): 1991 (Maringá)
- 3º Lugar (Individual): 1992 (Rio de Janeiro)
- 3º Lugar (Individual): 1993 (Rio de Janeiro)

Jogos Pan-Americanos
- Bronze (equipe): 1991 (Havana)[4]